# HMS Active (H14)
Pour les autres navires du même nom, voir HMS Active.
Le HMS Active est un destroyer de classe A construit pour la Royal Navy au début des années 1930.

## Historique

### Entre-deux-guerres
À sa mise en service, il rejoint la 3e flottille de destroyers de la Mediterranean Fleet, opérant en Méditerranée jusqu'en 1939. Le 4 avril 1932, l'Active est impliqué dans une collision avec le destroyer HMS Achates au large de Saint-Tropez, provoquant de légers dommages. Le navire patrouille au large de la Palestine à la suite de la révolte arabe de juin 1936, et après le déclenchement de la guerre civile espagnole, patrouille au large de l'Espagne de septembre 1936 à janvier 1937.
Le 16 février 1937, l'Active entre en collision avec le destroyer HMS Worcester à la suite d'un problème de gouvernail. L'Active sera réparé à Malte jusqu'en juin de la même année, rejoignant la 2e flottille de destroyers jusqu'en octobre 1938, date à laquelle il est placé en réserve à Malte.

### Seconde Guerre mondiale
Au début de la Seconde Guerre mondiale, il rejoint la 13e flottille basée à Gibraltar et plus tard Force H. À ce titre, il participe à l'opération Catapult contre la flotte française à Mers El Kébir.
En mai 1941, il participe à la recherche du cuirassé allemand Bismarck.
En 1942, il participe aux débarquements de Madagascar (opération Ironclad) au cours duquel il coula le 8 mai le sous-marin français vichyste Monge. Le 8 octobre, alors basé au Cap, le destroyer envoie par le fond le sous-marin allemand U-179 en route vers Penang.
Pendant le reste de la guerre, le navire sert d'escorte principalement entre la Grande-Bretagne et la Sierra Leone après avoir reçu un armement antiaérien et anti-sous-marin accru. Le 23 mai 1943, il coule le sous-marin italien Leonardo da Vinci à l'ouest du cap Finisterre avec la frégate HMS Ness et, le 2 novembre 1943, coule l'U-340 près de Tanger.
En mai 1947, l'Active est retiré du service et vendu pour démolition.